# マドンナ・デル・サッソ
マドンナ・デル・サッソ（伊: Madonna del Sasso）は、イタリア共和国ピエモンテ州ヴェルバーノ・クジオ・オッソラ県にある、人口約400人の基礎自治体（コムーネ）。

## 地理

### 位置・広がり
| 隣接するコムーネは以下の通り。括弧内のVCはヴェルチェッリ県、NOはノヴァーラ県所属を示す。 - アーロラ - ブレイア (VC) - チェッリオ (VC) - チェーザラ - チヴィアスコ (VC) - ペッラ (NO) - ポーニョ (NO) - サン・マウリーツィオ・ドパーリオ (NO) - ヴァルドゥッジャ (VC) - ヴァラッロ・セージア (VC) |